# Fritz Altmeyer
Friedrich „Fritz“ Altmeyer (* 26. November 1928; † 13. November 2013) war ein deutscher Fußballspieler, der während seiner gesamten aktiven Karriere für den SV Saar 05 Saarbrücken auflief und es zwischen 1954 und 1956 auf sechs Einsätze für die saarländische Nationalmannschaft brachte.

## Leben und Karriere
Altmeyer stammte aus Wahlschied, beim SV Wahlschied stieg der Mittelläufer im Alter von 17 Jahren in die erste Mannschaft auf. Durch seine Einsätze für die saarländischen Jugendauswahlteams wurde der SV Saar 05 Saarbrücken aufmerksam und verpflichtete Altmeyer 1950. Nach einem Jahr in der Ehrenliga Saarland und einer weiteren Saison in der Amateurliga Saarland, in der Altmeyer mit 30 Treffern bereits bester Torschütze der Saarbrücker war, entwickelte sich der technisch versierte und physisch robuste Stürmer beim kleineren Lokalrivalen der „Molschder“ zu einem der erfolgreichsten Torjäger in der damals erstklassigen Oberliga Südwest und nach Einführung der Bundesliga ab 1963 in der zweitklassigen Regionalliga Südwest. Zwischen 1953 und 1961 war der Saarländer neunmal in Folge unter den zehn besten Torschützen der Südwest-Oberliga zu finden. In 396 Erstligaspielen für Saar 05 (davon 314 in der Oberliga und 82 in der Regionalliga) erzielte der am Kieselhumes als Außenstürmer agierende Altmeyer 239 Tore (davon 191 in der Oberliga und 48 in der Regionalliga), ehe er 1966 als Mannschaftskapitän nach 711 Einsätzen im schwarz-weißen Trikot des SV Saar 05 Saarbrücken seine Karriere beendete.

„Ein erstklassiger Mann. Er war explosiv und hat manche Begegnung allein entschieden, weil er stets den geraden Weg zum Tor gesucht und gefunden hat.“

Am 26. September 1954 debütierte Altmeyer unter Trainer Helmut Schön für die saarländische Nationalmannschaft. Bei der 1:5-Niederlage im Ludwigsparkstadion gegen den WM-Viertelfinalisten Jugoslawien mit dem Starensemble um Vladimir Beara, Ivica Horvat, Vujadin Boškov, Bernard Vukas und Stjepan Bobek war er für Karl Schirra eingewechselt worden. Am 1. Mai 1956 bestritt Altmeyer – „ein guter Spieler, athletisch voll ausgebildet“ nach Ansicht des Nationaltrainers – beim 1:1-Unentschieden gegen die Schweiz sein sechstes und letztes Länderspiel. In diesen Spielen hatte der in der Nationalauswahl als Rechtsaußen und Halbrechter zum Einsatz gekommene insgesamt drei Tore erzielt, darunter einen Doppelpack beim 7:5-Sieg über Frankreich B im Oktober 1955.
Während der laufenden Saison 1966/67 übernahm der ehemalige Nationalspieler das Traineramt beim SC Heiligenwald in der drittklassigen Amateurliga Saarland und erreichte mit der Mannschaft den Klassenerhalt. Im darauffolgenden Jahr stieg der Verein unter Altmeyer in die Viertklassigkeit ab; sein Nachfolger im Traineramt wurde Karl Meng. Zu Beginn der Saison 1969/70 übernahm Altmeyer von Heinrich „Henner“ Theobald den Posten als Trainer des FC Palatia Limbach, der am Saisonende als Tabellenletzter aus der 2. Amateurliga Ost abstieg. Später wurde Altmeyer mit dem Nachwuchs des SV Saar 05 Saarbrücken mehrfach Saarlandmeister.